# Assault Support Patrol Boat
Le Assault Support Patrol Boat, ASPB, chiamate anche Alpha Boat,  sono navi dragamine realizzate dalla Sikorsky per la Guerra del Vietnam con compiti fluviali. In realtà erano una specie di carri armati galleggianti, dotati di cannone e di mitragliatrice che, con i motori a tre turbine potevano raggiungere anche una velocità di 80 km/h e manovrare in acque profonde appena 1,5 metri. Il termine ASPB nasce come hull classification symbol (simbolo di classificazione di scafo) dell'US Navy.
Misuravano circa 15 m di lunghezza e 6 m di larghezza.
Anche quando non impegnate in combattimento, vennero realizzate in almeno 32 mezzi in un modello appositamente elaborato, l'unico progettato appositamente per tale ruolo e non derivato da qualche altro natante, come i mezzi da sbarco.
Erano anche pesantemente armate per difendersi dagli attacchi dei guerriglieri vietnamiti, in quanto questi erano la maggiore minaccia per le navi statunitensi.

Sulla torretta centrale era collocato un cannone da 105 mm per lanciare proiettili su lunghe traiettorie, nonché due cannoni automatici da 20 mm. Il cannone centrale era un modello disponibile nell'esercito, mentre i due cannoni da 20 mm erano mitragliatrici per gli attacchi ravvicinati.

Intorno alla torretta vi era una griglia d'acciaio corazzata, che respingeva i razzi dei Viet Cong.
Gli ASPB furono consegnati alla Marina degli Stati Uniti alla fine del 1969, ma non furono mai resi operativi, in quanto la guerra del Vietnam era praticamente finita. Tuttavia sono stati adoperati dalle forze speciali per gli addestramenti fino al 1980, anno in cui furono messi fuori servizio.